# Drulhe
Drulhe település Franciaországban, Aveyron megyében. Lakosainak száma 451 fő (2022. január 1.). Drulhe Galgan, Lanuéjouls, Maleville, Naussac, Peyrusse-le-Roc, Saint-Igest, Salles-Courbatiès és Vaureilles községekkel határos.

## Népesség
A település népessége az elmúlt években az alábbi módon változott:
| Lakosok száma | 518  | 432  | 395  | 400  | 434  | 445  | 446  | 455  | 458  | 451  |
|               | 1968 | 1982 | 1990 | 2006 | 2013 | 2015 | 2017 | 2019 | 2020 | 2022 |